# Кенжалиев, Багдаулет Кенжалиевич
Багдаулет Кенжалиевич Кенжалиев (каз. Бақдәулет Кенжалыұлы Кенжалиев; род. 15 августа 1948, Кызылорда, Казахская ССР, СССР) — казахстанский учёный-металлург, доктор технических наук (1998), профессор. Заслуженный деятель Казахстана (2016). Лауреат Государственной премии Республики Казахстан (2019).

## Биография
Родился 15 августа 1948 года, аул Акшатау Аман-Уткельского сельсовета Аральского района, Кызыл-Ординской области.
В 1967—1969 годах служил в рядах Советской Армии.
В 1975 году окончил химический факультет Казахского государственного университета имени С. М. Кирова. В 1975 году работал на Чимкентском свинцовом заводе имени М. И. Калинина в экспериментальном цехе спекальщиком, с ноября 1975 года начал трудовую деятельность в Институте металлургии и обогащения АН КазССР.
С 1975 по 1999 годы — инженер, старший инженер, младший научный сотрудник, научный сотрудник, старший научный сотрудник, заведующий лабораторией, заведующий отделом обогащения, заместитель директора по научной работе.
1983 году защитил кандидатскую диссертацию на тему «Кучное выщелачивание меди из забалансовых руд Актогайского месторождения» по специальности 05.16.03 «Металлургия цветных и редких металлов».
В 1998 году защитил учёную степень доктора технических наук, тема диссертации: «Теоретические основы, разработка и внедрение геотехнологической переработки забалансовых медных и золотосодержащих руд».
С 2007 по 2008 год работал в должности заведующего лабораторией спецметодов гидрометаллургии, затем — главного научного сотрудника Института.
С 2009 по 2017 год работал в АО «Казахстанско-Британский технический университет», занимая должности заведующего лабораторией, управляющего директора, проректора по инновационной деятельности.
С 1999 по 2004, с 2005 по 2006 и с 2016 года по настоящее время возглавляет Институт металлургии и обогащения. С 2018 по 30 апреля 2020 года одновременно занимал должность проректора по науке Казахского национального исследовательского технического университета имени К. И. Сатпаева.

## Научная деятельность
Кенжалиев является одним из создателей отечественной научной школы в области гидрометаллургии цветных и благородных металлов. Им проводились фундаментальные и прикладные исследования в области металлургии и обогащения, переработки сложного, полиметаллического сырья Казахстана и получения новых материалов.
С 1985 по настоящее время был научным руководителем 4 научно-технических программ и 20 проектов. В настоящее время он руководит грантовым проектом и программой целевого финансирования («Разработка инновационной технологии селективного извлечения урана из урансодержащих растворов с применением новых модифицированных сорбентов на основе природных минералов Казахстана» (2018—2020 гг); программа «Разработка и реализация инновационных технологий, обеспечивающих повышение извлечения цветных, благородных, редких, редкоземельных металлов и решение производственных задач промышленных предприятий Республики Казахстан» (2018—2020 гг), сформированная на основе перечня конкретных научно-технических проблем, представленного металлургическими предприятиями республики.).
Им созданы научные основы и разработана технологии промышленного использования бедных, забалансовых, в том числе многокомпонентных золото- и медь-содержащих руд Казахстана; внедрены технологии переработки медьсодержащих руд Актогайского месторождения (1981 г., экономический эффект — 1,043 млн рублей,), для месторождения Айдарлы (1983 г.), что позволило увеличить промышленные запасы руды по месторождению на 0,5 процента, и бедных золотосодержащих забалансовых и отвальных руд Васильковского месторождения (значительно увеличился объём промышленных запасов этих месторождений за счет пересмотра кондиций). Впервые в СНГ освоена и внедрена экологически чистая и экономически выгодная технология кучного выщелачивания золотосодержащих руд с экономическим эффектом более 35 млн. США (1992—2002 годы).
Участвовал в разработке концепции научно-технического обеспечения создания производств 4-го и 5-го пределов в металлургическом комплексе. В качестве руководителя фундаментальных программ Кенжалиев Б. К. обеспечил не только необходимый научный уровень исследований, но и получение неординарных научных результатов. Статьи ученых Института признаны «Американским обществом минералов, материалов и металлов» лучшими публикациями 2002—2003 годов.
Являлся ответственным исполнителем научно-исследовательских проектов и программ, координировал работы по строительству многофункционального кампуса КБТУ — СЭЗ ПИТ «Алатау», в том числе KBTU Drilling Center, Казахстанская морская академия — КМА и опытной мини-электростанции на основе солнечной батареи КБТУ.
В 2000—2004 годах являлся членом Государственной комиссии по присуждению Государственных премий РК и других Правительственных комиссий, Программного комитета «XI International Seminar on Mineral Processing Technology», MPT- 2010, India; экспертом Международного конгресса «XXV International Mineral Processing Congressing for the Future», Australia-2010. Организатор создания международной «Казахстанско-французско-немецкой исследовательской лаборатории — Theoretical Hydrodynamics of Natural Energy Resources» под эгидой Центра Национальных Исследований Франции (CNRS) при участии КБТУ.
- C 2018 года является главным редактором сборника материалов Международной ежегодной практической интернет-конференции «Актуальные проблемы науки», Казахстан[6].
- Международная конференция инженерным технологиям и профессиональному образованию (International Conference on Engineering Technology and Vocational Education) 8 ноября 2020 года, Малайзия[7].
- Международная научно-практическая конференция «Эффективные технологии производства цветных, редких и благородных металлов[8]», посвященная проблемам металлургической науки и промышленности и памяти известного ученого-металлурга, члена-корреспондента Академии наук РК, лауреата Государственной премии Республики Казахстан Бейсембаева Б. Б. 2018 г.
- Международная конференция «Казахстанско-немецкое сотрудничество в области энергоэффективности и возобновляемых источников энергии: опыт и перспективы[9]» . 2018 г.
- Международная научно-практическая конференция «Рациональное использование минерального и техногенного сырья в условиях Индустрии 4.0», приуроченная к 85-летию профессора Б. Р. Ракишева 2019 г.[10]
- Международная научно-практическая конференция, посвященная 120-летию академика К.Сатпаева и 85-летию образования Satbayev University. 2019 г.;[11]
- III Международный инновационный Форум «Цифровой Казахстан: устойчивое развитие градостроительных систем в XXI веке». 2019 г.;[12]
- Кенжалиев Б.К. включен в состав Международного консультативного совета научного журнала «Teknomekanik», e-ISSN: 2621-8720 p-ISSN: 2621-9980, Индонезия.
- Один из основных докладчиков на Международной конференции по устойчивости инженерного образования, 24-25 июня 2023 года, Малайзия[13].

15-16 ноября 2023 года в Satbayev University прошла VI Международная практическая интернет-конференция «Актуальные проблемы науки» приуроченная к 75-летию со дня рождения Заслуженного деятеля Казахстана, Лауреата Государственной премии Республики Казахстан имени аль-Фараби, профессора, доктора технических наук Багдаулета Кенжалиева. В работе конференции приняли участие ученые из 17 стран, представители бизнеса, науки и образования. Двухдневная программа конференции была посвящена инновационным технологиям в сфере обогащения рудного и техногенного сырья, металлургии цветных, благородных, редких и редкоземельных металлов, перспективных функциональных материалов и покрытий, а также математическим моделям различных процессов в технических областях.
Под его руководством восстанавливается Опытно-экспериментальное металлургическое производство Института металлургии и обогащения, на производственных площадях которого впервые в СНГ создана опытно-промышленная установка и проведены испытания инновационной технологии переработки железистых бокситов, опытное производство по рафинированию чернового селена.
Сегодня Институт активно взаимодействует по усовершенствованию технологических процессов и решению производственных проблем с такими промышленными предприятиями и национальными компаниями страны, как: АО "НАК «Казатомпром», ТОО "Корпорация «Казахмыс», РГП «Жезказганредмет», АО «Усть-Каменогорский титано-магниевый комбинат», АО «Алюминий Казахстана», АО "ТНК «Казхром», АО «Алтынтау Кокшетау».
Сотрудниками института, возглавляемого Кенжалиевым, предложены методы синтеза модифицированных флотационных реагентов, способствующих интенсификации флотации цветных металлов, а также новое оборудование и методы предварительного окисления минералов для извлечения золота из упорного минерального сырья. В ТОО «Казахмыс Прогресс» внедрена технология рафинирования чернового селена вакуум-дистилляционным способом.
Развивается международное сотрудничество с зарубежными научными центрами и промышленными компаниями России, Украины, Узбекистана, Китая, Египта. Для АО «Полюс», г. Красноярск (Россия), разработана и успешно проведены испытания технологии обогащения золотосодержащих руд Олимпиадинского месторождения с использованием аппаратуры турбулентной микрофлотации.
Для компании Инновационного центра Сколково «Гидрогранатовые пигменты» разработана технология переработки отходов глиноземного производства с получением современных антикоррозионных пигментов. В рамках научно-технического сотрудничества с Университетом имени Сулеймана Демиреля, г. Испарта и Турецкой алюминиевой компанией «ETI Aluminium A.S» выполняются работы по комплексной переработке красного шлама Турецкого алюминиевого завода.
Проводятся работы по усовершенствованию плавки медных концентратов с использованием процесса в жидкой ванне на Алмалыкском горно-металлургическом комбинате, Узбекистан.
Являясь проректором по науке в Satbayev University, координировал научно-исследовательские и инновационные деятельности университета и ДЗО. Способствовал реализации научно-технических разработок и их внедрение в производства, работу по привлечению инвестиций для развития научно-исследовательской базы Университета, разработку соответствующих проектов и бизнес-планов.
Координировал реализацию 49(SU) и 20(ИМиО) проектов грантового финансирования и 5 программ (SU) и (ИМиО) программно-целевого финансирования; 19 (SU) и 5(ИМиО) проектов по хоздоговорным темам.

## Научные труды
165 статей по направлению металлургии и обогащения (из них 65 — в зарубежных научных журналах),49 докладов на международных конференциях и конгрессах, общее количество публикаций более 500, 7 монографий, 88 патентов и авторских свидетельств на изобретение РК, РФ, Германии и США.
Под его руководством подготовлены 1 доктор по специальности 05.16.02 — Металлургия черных, цветных и редких металлов и 14 кандидатов технических наук, в том числе по специальностям: 05.16.02 — Металлургия черных, цветных и редких металлов — 9; 25.00.13 — Обогащение полезных ископаемых — 4; 05.16.01 — Металловедение и термическая обработка металлов — 1, 5 доктора философии (PhD).

## Участие в работе научных советов, комитетов, обществ
- 1999—2004 — эксперт INTAS (Международная ассоциация по содействию сотрудничества ученых СНГ и Евросоюза).
- 1992—2009 — Председатель общества «Қазақ тілі» Медеуского района г. Алматы
- 2000—2004 — член Государственной комиссии по присуждению Государственных премий РК и других Правительственных комиссий, им предложена и его активном участии разработана «Концепция научно-технического обеспечения создания производств 4-го и 5-го переделов в металлургическом комплексе РК».
- 2000—2004 — Председатель координационного совета ВАК МОН РК по химико-технологическим наукам.
- 2000—2006 — член секции Высшей научно-технической комиссии при Правительстве РК.
- 2000—2006 — Председатель Диссертационного совета Института металлургии и обогащения.
- С 2016 года по настоящее время — Председатель Диссертационного совета Satbayev university по специальности «Металлургия, материаловедение и технология новых материалов».

Является главным редактором научно-технического журнала «Комплексное использование минерального сырья», который входит в международную сеть цифровых баз данных публикаций Crossref. С 2018 года журнал включен в базы данных e-library.ru, Chemical Abstracts Service, Web of Science.

## Награды и почетные звания
- Премия Ленинского комсомола Казахстана 1981 года в области науки и техники.
- Две бронзовые медали ВДНХ СССР[1].

В 2001 г. награждён нагрудным знаком МОН РК «За заслуги в развитии науки Республики Казахстан», в 2016 г. ему присвоено звание «Заслуженный деятель Казахстана», в 2019 г. — Лауреат Государственной премии Республики Казахстан в области науки и техники им. аль-Фараби (Указ Президента Республики Казахстан от 06.12.2019 г. № 210), в 2023 году награжден ореном «Парасат» (№ 43703), в 2024 году присуждена государственная научная стипендия (Приказ министра науки и высшего образования от 25 декабря 2024 г. № 591).